# Стимфал (город)
Стимфа́л (др.-греч. Στύμφαλος) — город и область в Древней Греции на полуострове Пелопоннес. Вначале принадлежал к исторической области Аркадия, но позднее отошёл к Аргосу. В III—II вв. до н. э. входил в состав Ахейского союза. В стратегическом отношении Стимфал был важным пунктом, так как здесь проходила горная дорога из Аркадии в Арголиду. Население Стимфала, по преданию, происходило из пеласгов. Город лежал в долине, на северном берегу Стимфальского озера (ныне Заракское). Из Стимфала происходил стратег Аркадского союза Эней.

## Мифология
По преданию, у Стимфала водились сильные хищные птицы, пожиравшие людей и своими перьями и пометом заглушавшие посевы. По совету Финея жители избавились от них при помощи оружия куретов. Перекочевав на остров Аретию в Черном море, стимфалиды сражались с аргонавтами. Они были уничтожены Гераклом, который в борьбе с ними выполнил один из 12 своих подвигов. В храме Стимфалийской Артемиды стимфалиды были изображены в виде птиц, но сзади храма находились мраморные изображения девушек с птичьими ногами. По Мнасею, стимфалиды были дочери Стимфала и Орниты; умертвил их Геракл за то, что они отказали ему в приеме. Стимфальское озеро питалось источником, из которого Адриан провел водопровод в Коринф; отсюда брала начало речка Стимфал, исчезавшая в пропасти и, как полагали, выступавшая снова из земли в 200 стадиях в Арголиде под именем Эрасина. Во II веке н. э. в том месте, где речка Стимфал уходила в землю, образовался провал; вода разлилась по стране, образовав из равнины озеро, но в тот же день сбыла.